# Dichloordifluormethaan
Dichloordifluormethaan, ook R12 of Freon 12 genoemd, is een niet-giftig, kleurloos, onbrandbaar en vloeibaar gemaakt gas, met als brutoformule CF2Cl2. Het werd voor het eerst ontwikkeld door de Belg Frédéric Swarts.

## Eigenschappen en toepassingen
Het is zwaarder dan lucht en inert. Het werd als koelmiddel en drijfgas in aerosols gebruikt, tot het door het Montréal-protocol uit 1987 verboden werd. Chemisch gezien behoort het tot de groep van CFK's, meer bepaald tot de freonen. Het beschadigt de ozonlaag wanneer het in de hogere atmosfeer geraakt. Daarnaast fungeert de verbinding ook als broeikasgas. 
Dichloordifluormethaan is vervangen door 1,1,1,2-tetrafluorethaan.